# 小本川
小本川（おもとがわ）は、岩手県下閉伊郡岩泉町を流れ、太平洋へ注ぐ小本川水系本流の二級河川である。

## 特徴
水源を岩泉町の早坂高原、国境峠付近に発し、南東方向に流れながら岩泉町落合にて大川と合流する。その後、東へと進路を変え、清水川、鼠入川、猿沢川を合流し、岩泉町小本にて太平洋へ注ぐ。
渓流釣りを楽しめるスポットとしても人気が高く、ヤマメ、イワナ、アユなどの釣りを楽しむことができる。小本川支流の大川にある大川七滝は渓流釣りのメッカとしても知られている。